# 李翔宇 (围棋棋手)
李翔宇（1997年12月16日—），中国重庆市人，围棋职业五段棋手。他2010年入段，2017年7月升为五段。他作为业余棋手获2010年第23届晚报杯第4名，入段后获2015年首届TWT腾讯围棋锦标赛亚军，进入2016年第3届百灵杯本赛64强和2017年第3届梦百合杯本赛64强。2017年代表杭州队、2018年代表重庆队参加围甲联赛。

## 国内比赛成绩
2017年围甲联赛出场18次，6胜12负。

## 国际比赛成绩
2016年第3届百灵杯预选赛连胜金治宇、安正己、黄云嵩进入本赛64强，本赛首轮负于毛睿龙。
2017年第3届梦百合杯预选赛连胜王星昊、谢尔豪、周元俊进入本赛64强，本赛首轮负于李喆。

## 外部連結
- The Perfect Weiqi Database Online
- 对李翔宇的采访